# Perquisizione e ispezione personali arbitrarie
Le perquisizioni ed ispezioni personali arbitrarie sono il delitto contro la libertà personale previsto dall'art. 609 del codice penale italiano.
L'art. 609 recita:  Il pubblico ufficiale, che, abusando dei poteri inerenti alle sue funzioni, esegue una perquisizione o un'ispezione personale, è punito con la reclusione fino ad un anno.

## Caratteristiche
Il reato viene tradizionalmente inserito nei delitti che offendono la libertà morale della persona, in quanto costringono un dato soggetto a subire determinate azioni nella sua sfera personale. È un reato proprio, in quanto può essere commesso solo da chi rivesta la qualifica di pubblico ufficiale.

## Analisi
Dal testo dell'articolo è possibile desumere due fattispecie differenti:
- Perquisizione personale: attività condotta su una persona che consiste nel ricercare il corpo del reato, o cose pertinenti al reato, che taluno occulti sulla propria persona;
- Ispezione personale: attività che consiste nell'accertare su una persona le tracce e gli effetti materiali del reato (ad es. per accertare la presenza di un dato tatuaggio).

L'arbitrarietà consiste nell'eseguire tali attività di ricerca della prova in difetto dei presupposti di legge (ossia quando esse sono effettuate pretestuosamente, in mancanza di un fondato motivo o di un indizio oggettivo) o, secondo parte della giurisprudenza, anche quando siano espletate con modalità illegali (ad esempio perché lesive della dignità personale del destinatario di tali attività).
In ogni caso, ai fini della realizzazione del delitto occorre che la perquisizione o ispezione sia condotta da un pubblico ufficiale abusando dei poteri inerenti alle proprie funzioni.